# Baltasar Barreira
Pour les articles homonymes, voir Barreira.
Baltasar Barreira (Né à Sacavém, Royaume du Portugal, le 26 février 1531 - décédé à Lisbonne le 4 juin 1612) est un Jésuite portugais des XVIe et XVIIe siècles, missionnaire et explorateur en Angola, Sierra Leone.

## Biographie
Entré à l'âge de 25 ans dans la Compagnie de Jésus dans son pays d'origine il est, après sa formation initiale achevée, employé à différentes tâches au Portugal. Ses biographes le décrivent comme un homme charitable qui se mit au service des pestiférés lors de l'épidémie de peste survenue à Lisbonne en 1569. 
En 1577 il répond à l'appel missionnaire et s'embarque pour l'Angola dont les Portugais viennent de commencer la conquête deux ans plus tôt. Il est un des tout premiers missionnaires à débarquer dans le pays où, avec l'accord et l'appui des autorités coloniales et du Roi, il se lance avec ses frères jésuites dans une intense activité missionnaire. Il demeure 13 ans dans le pays et est crédité d'avoir fondé plusieurs missions ainsi qu'une école à Luanda en 1587. Les sources hagiographiques disent qu'il a administré le baptême à des milliers d'indigènes. Au terme de ce premier voyage il s'embarque pour l'Afrique de l'ouest. Il débarque en 1604 dans ce qui deviendra le Cap-Vert où il espère fonder une nouvelle mission. La fondation étant rapidement un échec il se rend sur le continent dans ce qui deviendra plus tard la Sierra Leone en 1605. La Sierra Leone, écrit-il à ses supérieurs, lui paraît le meilleur endroit pour un implanter de nouvelles missions. Désireux étendre son action il explore en 1606 ce qui deviendra le Bénin et en 1607 la future Guinée-Bissau.
Si ses voyages et son activité missionnaire sont étroitement liés à l'histoire de la découverte, de la conquête de ces territoires et au début du commerce des esclavages, sa correspondance écrite dont nous avons encore les lettres (Relations) traduit chez l'homme d'un désir d'une évangélisation respectueuse des Africains, de leurs cultures locales et de leurs langues . En 1609 fatigué et âgé il regagne le Portugal où il meurt quelques années après.